# Vergigny
Cet article concerne la commune icaunaise du canton de Saint-Florentin. Pour la villa gallo-romaine puis paroisse médiévale icaunaises disparues du canton d'Avallon, voir Vergigny-sur-Cure.
Vergigny est une commune française située dans le département de l'Yonne en région Bourgogne-Franche-Comté.

## Géographie
Vergigny est près de la N77 menant d'Auxerre à Troyes, à 20 km au nord-est d'Auxerre et 3 km au sud de Saint-Florentin.
Son territoire est largement couvert par la forêt de Pontigny.
La D91, orientée est-ouest, traverse le sud de la commune dont elle marque une partie de la limite avec Pontigny. Elle marque aussi la limite sud de la forêt.

### Hydrographie
L'Armançon traverse le nord de la commune, coulant d'est en ouest. 

Son petit affluent la Roise devient le ru des Bruyères à son entrée sur la commune, puis le ru du Bief Brossard, avant de confluer sur la commune. 

Le Serein marque une partie de la limite sud de commune.

### Climat
Pour des articles plus généraux, voir Climat de la Bourgogne-Franche-Comté et Climat de l'Yonne.
En 2010, le climat de la commune est de type climat océanique dégradé des plaines du Centre et du Nord, selon une étude du Centre national de la recherche scientifique s'appuyant sur une série de données couvrant la période 1971-2000. En 2020, Météo-France publie une typologie des climats de la France métropolitaine dans laquelle la commune est exposée à un climat océanique altéré et est dans la région climatique  Lorraine, plateau de Langres, Morvan, caractérisée par un hiver rude (1,5 °C), des vents modérés et des brouillards fréquents en automne et hiver. 
Pour la période 1971-2000, la température annuelle moyenne est de 11 °C, avec une amplitude thermique annuelle de 15,6 °C. Le cumul annuel moyen de précipitations est de 706 mm, avec 10,9 jours de précipitations en janvier et 7,7 jours en juillet. Pour la période 1991-2020, la température moyenne annuelle observée sur la station météorologique de Météo-France la plus proche, « Ligny-le-Châtel », sur la commune de Ligny-le-Châtel à 8 km à vol d'oiseau, est de 11,5 °C et le cumul annuel moyen de précipitations est de 772,9 mm. 
La température maximale relevée sur cette station est de 40,7 °C, atteinte le 7 août 2003 ; la température minimale est de −22 °C, atteinte le 16 janvier 1985,,. 
Les paramètres climatiques de la commune ont été estimés pour le milieu du siècle (2041-2070) selon différents scénarios d'émission de gaz à effet de serre à partir des nouvelles projections climatiques de référence DRIAS-2020. Ils sont consultables sur un site dédié publié par Météo-France en novembre 2022.

## Urbanisme

### Typologie
Au 1er janvier 2024, Vergigny est catégorisée commune rurale à habitat dispersé, selon la nouvelle grille communale de densité à sept niveaux définie par l'Insee en 2022.
Elle est située hors unité urbaine. Par ailleurs la commune fait partie de l'aire d'attraction d'Auxerre, dont elle est une commune de la couronne,. Cette aire, qui regroupe 104 communes, est catégorisée dans les aires de 50 000 à moins de 200 000 habitants,.

### Occupation des sols
L'occupation des sols de la commune, telle qu'elle ressort de la base de données européenne d’occupation biophysique des sols Corine Land Cover (CLC), est marquée par l'importance des forêts et milieux semi-naturels (55,4 % en 2018), une proportion identique à celle de 1990 (55,4 %). La répartition détaillée en 2018 est la suivante : 
forêts (55,4 %), terres arables (27 %), zones agricoles hétérogènes (5,9 %), prairies (5,1 %), zones urbanisées (3 %), zones industrielles ou commerciales et réseaux de communication (1,9 %), eaux continentales (1,8 %). L'évolution de l’occupation des sols de la commune et de ses infrastructures peut être observée sur les différentes représentations cartographiques du territoire : la carte de Cassini (XVIIIe siècle), la carte d'état-major (1820-1866) et les cartes ou photos aériennes de l'IGN pour la période actuelle (1950 à aujourd'hui).

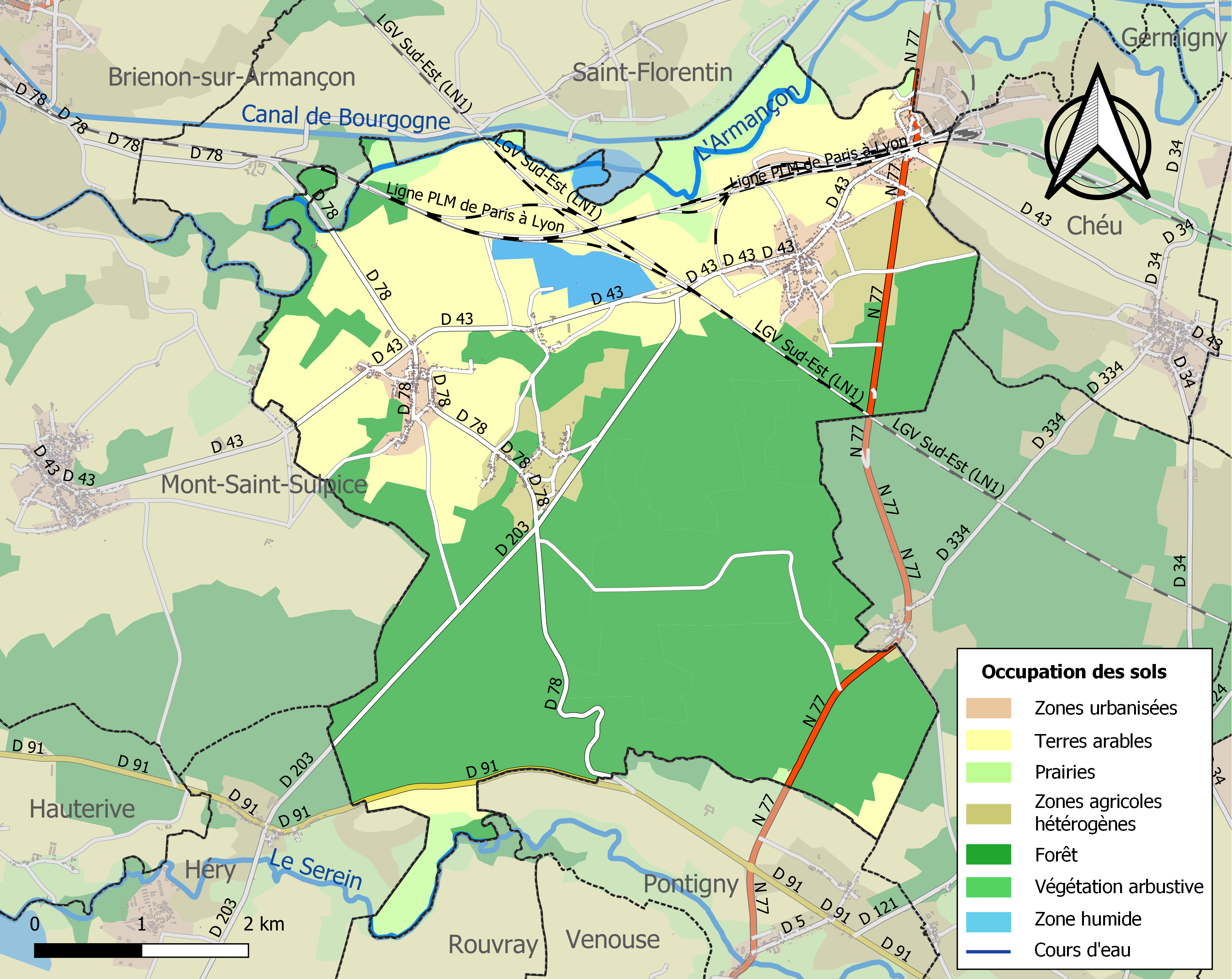
Carte des infrastructures et de l'occupation des sols de la commune en 2018 (CLC).

## Histoire
En 1213, Milon IV du Puiset comte de Bar-sur-Seine (1189-1219) et Hervé comte de Nevers (1199-1222) échangent la terre de Pothières contre celles de Vergigny et de Rebourseaux (de nos jours un petit village sur la commune de Vergigny).
Le 7 avril 1561, Mathurin Brossard, verrier de Vergigny, près Saint-Florentin, signe un traité avec Hugues de Chaugy, pour établir une verrerie à Monceau-lès-Gien. La terre de Bouilli (Bouilly, sur Vergigny) passe aux marquis de Seignelay au XVIe siècle.
La rencontre dite de Saint-Florentin, le 1er décembre 1941 entre le maréchal Pétain et le maréchal Goering, représentant du Reich s'est déroulée dans le train spécial du Reichsmarschall, en gare de Saint-Florentin-Vergigny, située sur la commune.

## Héraldique
| Blason de Vergigny | Blason  | Écartelé: aux 1er et 4e d'azur à trois étoiles d'argent, aux 2e et 3e de gueules à l'aigle d'argent, becquée et onglée d'or, languée du champ, au besant ovale d'argent brochant en pal en abîme. |
| Blason de Vergigny | Détails | Le statut officiel du blason reste à déterminer. |

## Politique et administration

### Liste des maires
| Période        | Période        | Identité           | Étiquette | Qualité                                        |
| -------------- | -------------- | ------------------ | --------- | ---------------------------------------------- |
| 1897           | 1904           | Lizerand Jules     |           | maire                                          |
| 1904           | 1908           | Morin Camille      |           | maire                                          |
| 1908           | Janvier 1945   | Meslier Gaston     |           | maire                                          |
| janvier 1945   | Septembre 1945 | Lizerand Georges   |           | maire                                          |
| Septembre 1945 | Janvier 1958   | Richardot Alphonse |           | maire                                          |
| Janvier 1958   | Aout 1963      | Baloup Robert      |           | maire                                          |
| Octobre 1963   | Aout 1964      | Lépissier Jean     |           | maire                                          |
| Aout 1964      | Mars 1983      | Mourrier Fernand   |           | maire                                          |
| Mars 1983      | Mars 2001      | Masson Albert      |           | maire, suppléant du député RPR Yves Van Haëcke |
| Mars 2001      | Décembre 2004  | Munier Serge       |           | maire                                          |
| Février 2005   | Mars 2008      | Cichy Bernadette   |           | maire                                          |
| Mars 2008      | Mars 2014      | Marquet Francis    |           | maire                                          |
| Mars 2014      | En cours       | Blanchet Frédéric  |           | maire                                          |

## Démographie
L'évolution du nombre d'habitants est connue à travers les recensements de la population effectués dans la commune depuis 1793. Pour les communes de moins de 10 000 habitants, une enquête de recensement portant sur toute la population est réalisée tous les cinq ans, les populations de référence des années intermédiaires étant quant à elles estimées par interpolation ou extrapolation. Pour la commune, le premier recensement exhaustif entrant dans le cadre du nouveau dispositif a été réalisé en 2006.

En 2022, la commune comptait 1 501 habitants, en évolution de −3,66 % par rapport à 2016 (Yonne : −1,95 %, France hors Mayotte : +2,11 %).
| 1793 | 1800 | 1806 | 1821 | 1831 | 1836 | 1841 | 1846 | 1851 |
| ---- | ---- | ---- | ---- | ---- | ---- | ---- | ---- | ---- |
| 580  | 615  | 676  | 684  | 529  | 559  | 469  | 473  | 556  |

| 1856 | 1861 | 1866 | 1872 | 1876 | 1881 | 1886 | 1891 | 1896 |
| ---- | ---- | ---- | ---- | ---- | ---- | ---- | ---- | ---- |
| 497  | 469  | 486  | 488  | 463  | 470  | 452  | 524  | 437  |

| 1901 | 1906 | 1911 | 1921 | 1926 | 1931 | 1936 | 1946 | 1954 |
| ---- | ---- | ---- | ---- | ---- | ---- | ---- | ---- | ---- |
| 436  | 434  | 450  | 467  | 539  | 507  | 522  | 507  | 559  |

| 1962 | 1968 | 1975  | 1982  | 1990  | 1999  | 2006  | 2011  | 2016  |
| ---- | ---- | ----- | ----- | ----- | ----- | ----- | ----- | ----- |
| 625  | 610  | 1 402 | 1 421 | 1 487 | 1 508 | 1 530 | 1 548 | 1 558 |

| 2021  | 2022  | - | - | - | - | - | - | - |
| ----- | ----- | - | - | - | - | - | - | - |
| 1 510 | 1 501 | - | - | - | - | - | - | - |

## Lieux et monuments
- L'église Saint-Gervais-et-Saint-Protais de Vergigny montre des élévations de la nef avec des baies hautes étroites indiquant le  XIe siècle. La charpente du chœur est assemblée à mi bois avec des ergots, ce qui la daterait du XIIIe siècle au plus tard, et le marquage de ses fermes laisse supposer que leur bois proviendrait de la charpente de l’ancien chevet (roman), démonté puis remonté sur le nouveau chevet (gothique)[21].